# Juvanje
Juvanje je naselje v Občini Ljubno.